# Boxberg (Badenia-Wirtembergia)
Boxberg – miasto w Niemczech, w kraju związkowym Badenia-Wirtembergia, w rejencji Stuttgart, w regionie Heilbronn-Franken, w powiecie Main-Tauber, siedziba wspólnoty administracyjnej Boxberg. Leży w Baulandzie, nad rzeką Umpfer, ok. 15 km na południe od Tauberbischofsheim, przy autostradzie A81, drodze krajowej B292 i linii kolejowej Würzburg–Stuttgart.